# Lázaro Carbonell
Lázaro Dayron Carbonell Valdés (ur. 25 lipca 1992) – kubański zapaśnik walczący w stylu wolnym. Srebrny medalista mistrzostw panamerykańskich w 2015 roku.